# Andrena stragulata
Andrena stragulata är en art i insektsordningen steklar som tillhör överfamiljen bin och familjen grävbin. 

## Beskrivning
Arten liknar mycket Andrena rosae (se Taxonomi nedan). Färgen är övervägande svart. Kinderna har dock ljusbrun behåring, liksom mellankroppens sidor, och första och andra tergiten (bakkroppssegmentet) har rödpälsade ränder; den andra tergiten är dock V-format svart i mitten. Honan blir 12 till 13 mm lång.

## Ekologi
Andrena stragulata är mindre specialiserad med avseende på födan än A. rosae och besöker korgblommiga växter, rosväxter och videväxter. Flygtiden varar från slutet av mars till mitten av maj.
Artens bo parasiteras troligtvis av gökbiet Nomada marshamella.

## Utbredning
Utbredningen är osäker, med tanke på den taxonomiska omstriddheten, men arten förefaller finnas i Mellaneuropa. Äldre observationer (den senaste från 1988) från södra England är kända, liksom fynd från Irland på 1920– och 1930–talen..

## Taxonomi
Denna arts taxonomi är omtvistad; enligt vissa forskare är den en synonym till Andrena rosae. Enligt detta synsätt betraktas arten som en tidig, vårflygande form av A. rosae.